# D Wi-Fi
d Wi-Fi（ディーワイファイ）は、NTTドコモが提供している公衆無線LANサービスである。2020年3月18日より、dポイントクラブ会員向けにサービスが開始された。
利用可能機器や利用可能エリアはdocomo Wi-Fiと同一である。2022年2月8日をもってサービスが終了したdocomo Wi-Fiの契約者は、自動的にd Wi-Fiに移行している。
2023年現在、他の公衆無線LANサービスと同様にエリアが大幅に縮小している。

## 通信規格
Wi-Fi規格、IEEE 802.11a/b/g/n/acに対応している。
| SSID       | セキュリティ  | Wi-Fi規格        | 備考 |
| ---------- | ------------- | ---------------- | --- |
| 0001docomo | WPA2-EAP-CCMP | 802.11ac/n/a/g/b | WPA2-EAPはSIM認証（自動認証）にも対応している（SIM認証対応機種はドコモから発売されるiPhone 5s、iPhone 5cおよび2013-2014冬春モデル以降のAndroidスマートフォン、タブレット）。 docomo Wi-Fiを契約している場合はSIM認証ではそちらが優先される。 ドコモの回線契約がないスマートフォン・タブレットでも、「dアカウント設定アプリ」から設定することで自動認証を利用できる。 |
| 0000docomo | WPA2-PSK-CCMP | 802.11ac/n/a/g/b | ブラウザでの手動の認証手続きが必要。 |

大規模災害時には「00000JAPAN」に参加して、docomo Wi-Fiユーザー以外でも無料で利用できるように開放するが、この場合は暗号化を設定しないため、セキュリティを確保するためにはユーザー側でVPNを利用するなどの対策が必要である。

## 利用可能機器
Wi-Fiを備えたノートパソコン・スマートフォン・PDA・iPod touch・iPadを始め、無線LAN対応携帯電話のWi-Fi WIN・ケータイWi-Fi、携帯ゲーム機のPlayStation Vita・ニンテンドー3DS等々。機器の制限はないが、アクセスポイントへ接続後、各機器に搭載されたウェブブラウザでアカウント認証が出来ることが条件となっている。IEEE 802.1Xによる認証にも対応しており、この認証が使える端末であれば設定をしておくことでブラウザによる認証操作なしに自動で接続できるようになっている。
docomo Wi-Fiとは異なり、最大5台までの同時接続が可能である。

## 利用料
dポイントクラブ会員向けに無料で提供される。

## 利用可能エリア
喫茶店、ファーストフード、コンビニ、ホテル、空港、駅構内、一部のカーディーラー、高速道路のSA・PAなどを中心に、高速移動中のつくばエクスプレスや東海道新幹線の車内などでも利用が可能。駅では自動販売機にアンテナが設置されている事が見受けられる場合もある。
NTTブロードバンドプラットフォームの共用AP（WAN回線に主に光回線を利用）を利用し、NTT東日本・NTT西日本が提供している公衆無線LANサービスのFLET'S SPOTとエリアを共有していることが多く、FLET'S SPOTのエリアは概ねd Wi-Fiは利用可能となる。

### 主な利用可能エリア
最新のアクセスポイントについては Wi-Fi SPOT検索 参照。

#### 飲食店・ホテル
- スターバックスコーヒー
- ケンタッキーフライドチキン
- ロッテリア
- バーガーキング
- タリーズコーヒー
- ドトールコーヒー
  - エクセルシオールカフェ
- プロント
- シアトルズベストコーヒー
- ファーストキッチン
- モスバーガー
- サンマルク（サンマルクカフェ）
- ミスタードーナツ
- エスプレッソアメリカーノ
- CAFE de CRIE
- 上島珈琲店
- カフェ・ド・クリエ
- カフェクロワッサン
- イタリアン・トマト
- アマンド
- ホテルオークラ
- ヒルトン東京お台場
- グランドニッコー東京 台場
- プリンスホテル
- リーガロイヤルホテルグループ
- アパホテルグループ
- サンルートホテルグループ

その他エリアも順次利用可能

#### コンビニエンスストア、スーパー
- ローソン
  - ローソンストア100
- ファミリーマート

#### 交通
- JR主要駅
- 札幌市営地下鉄
- つくばエクスプレス 車内
- 東海道新幹線 車内（700系新幹線を除く）
- 成田エクスプレス 車内（BBモバイルポイントとのローミングで利用可）
- 東京メトロ 駅構内（車両内でのサービス提供は2022年6月30日をもって終了[7]）
- 都営地下鉄
- 京成電鉄
- 東武鉄道
- 西武鉄道
- 東京臨海高速鉄道りんかい線 全駅
- 京浜急行電鉄
- 京王電鉄
- 東急電鉄 (こどもの国線を除く）
- 横浜高速鉄道
- 多摩都市モノレール
- ゆりかもめ
- 横浜市営地下鉄
- 相模鉄道
- 名古屋鉄道 (一部を除く）
- 名古屋市営地下鉄
- 阪急電鉄 (一部を除く）
- 近畿日本鉄道 (一部を除く）
- 京阪電気鉄道 (一部を除く）
- 南海電気鉄道 (一部を除く）
- Osaka Metro
- 福岡市営地下鉄
- 阪神電気鉄道 全駅
- 長崎電気軌道 車内、全停留所

その他エリアでも順次利用可能

#### 空港
- 新千歳空港
- 旭川空港
- 札幌丘珠空港
- 釧路空港
- とかち帯広空港
- 根室中標津空港
- 函館空港
- 青森空港
- 仙台空港
- 東京国際空港（羽田空港）
- 成田国際空港
- 新潟空港
- 富山空港
- 小松飛行場
- 中部国際空港
- 大阪国際空港（伊丹空港）
- 関西国際空港
- 神戸空港
- 広島空港
- 出雲空港
- 高松空港
- 徳島空港
- 高知龍馬空港
- 福岡空港
- 北九州空港
- 長崎空港
- 熊本空港
- 宮崎空港
- 鹿児島空港
- 那覇空港

その他空港でも順次利用可能

#### 複合施設、その他施設
- 梅田センタービル
- 西武ドーム
- 恵比寿ガーデンプレイス
- 大阪府立国際会議場（グランキューブ大阪）
- サンシャインシティアルパ
- 東京ミッドタウン
- 東京国際展示場（東京ビッグサイト）
- 横浜国際平和会議場（パシフィコ横浜）
- パナソニックセンター東京
- フジテレビ本社ビル
- 新宿住友ビルディング
- 新宿センタービル
- 新宿三井ビルディング
- 幕張テクノガーデン
- 幕張メッセ
- 丸の内ビルディング
- 新丸の内ビルディング
- 丸の内オアゾ（OAZO）
- アークヒルズ
- 六本木ヒルズ
- 虎ノ門ヒルズ
- 山王パークタワー
- 品川インターシティ
- クレド
- ラクーア
- 三井アウトレットパーク 横浜ベイサイド / 多摩南大沢 / 入間 / 幕張
- 阪急西宮ガーデンズ
- HEP FIVE
- 熊本 新市街商店街
- 高松三越
- 高松兵庫町商店街
- 福岡パルコ
- うらぶくろ商店街
- 二子玉川ライズ・ショッピングセンター
- 青葉台東急スクエア
- 武蔵小杉東急スクエア
- グランベリーモール
- ドッグウッドプラザ
- たまプラーザ テラス
- サービスエリア・パーキングエリア（一部を除く）
- ドコモショップ (一部店舗を除く）
- 紙屋町シャレオ
- TSUTAYA (一部店舗を除く）
- オートバックス (一部を除く）
- イエローハット (一部を除く）
- 東京シティ競馬（大井競馬場）
- 石巻市役所本庁舎
- 宮城県石巻合同庁舎
- 石巻市立図書館
- 東京大学（本郷キャンパスなど）
- 北國銀行 (一部を除）
- みずほ銀行 (一部を除）
- 東京駅　八重洲口グランルーフ
- 西鉄天神高速バスターミナル
- 博多バスターミナル
- 岸本ビル
- 行幸通り地下通路
- 国際ビル
- 三菱UFJ信託銀行ビル
- 三菱ビル
- 新国際ビル
- 新大手町ビル
- 新有楽町ビルヂング
- 大手町ビル
- 東京ビル
- 日本ビル
- 富士ビル
- 有楽町ビル
- 有楽町電気ビル
- 東京国際大学 第1キャンパス / 第2キャンパス
- 東京国際フォーラム
- 大阪ステーションシティ
- SHIBUYA109
- クイーンズスクエア横浜
- みなとみらい東急スクエア
- 渋谷ヒカリエ
- Dogwood Plaza
- JR新宿駅 西口地下広場

その他エリアでも順次利用可能